# Ulica Gdańska w Braniewie
Ulica Gdańska (wcześniej Langgasse) – jedna z najstarszych ulic Braniewa; główna oś drugiej lokalizacji miasta z ok. 1280 roku, tworząca jednocześnie jego rynek.

## Historia
Pierwsza lokacja Braniewa miała miejsce już w 1254 roku. Jednak wskutek ciągłych wojen z plemionami pruskimi, podczas których gród został przynajmniej trzykrotnie zniszczony (w 1242, 1261 i 1277), przeniesiono lokalizację „dwa rzuty kamieniem” w górę rzeki w bardziej obronne miejsce. Było to naturalne zakole Pasłęki, które osłaniało wzgórze z trzech stron, natomiast z czwartej strony, wschodniej, przekopano fosę. Miasto rozplanowano na kształcie regularnego prostokąta o wymiarach 400 x 250 m, chronionego fosą i wałem drewniano-ziemnym; w XIV wieku był to już mur. Centralną oś Starego Miasta stanowiła ul. Długa (Langgasse), przy której stał miejski ratusz. Była najokazalszą ulicą miasta, przy której zamieszkiwał patrycjat miejski, spełniała również funkcję handlową (w innych miastach był to przeważnie rynek).
Od zachodu ulicę zamykała Brama Wysoka (nr 1 Hoge Thor na planie z 1635 roku) i od wschodu Brama Młyńska (nr 6 Mühlen Thor). W szerszej perspektywie ulica Długa to element głównego szlaku komunikacyjnego łączącego Malbork i Elbląg z Królewcem.
Podczas II wojny światowej, w okresie luty–marzec 1945 roku, front Armii Czerwonej przechodzi przez Braniewo. Wskutek bombardowań lotnictwa oraz ostrzału artyleryjskiego znaczna część historycznej zabudowy ulicy uległa zniszczeniu. Po wojnie ruiny wielu budynków rozebrano (m.in. budynek ratusza), w ich miejscu powstały nowe bloki mieszkalne socjalistyczne zabudowy, obiekty handlowe, a w części nadal pozostają puste miejsca.
W 1992 przy ul. Gdańskiej 10 został wybudowany nowy budynek, inwestorem którego był PKO BP. Realizację prac projektowych powierzono miejscowej pracowni projektowej pod kierunkiem architekta Wojciecha Subkowskiego. Zespół przy współpracy z Wojewódzkim Konserwatorem Zabytków dopasował bryłę budynku do zabytkowej architektury Starego Miasta. 31 sierpnia 1992 roku została w obiekcie otwarta siedziba Banku PKO, który przeniósł swoją lokalizację z ulicy Basztowej (od 2002 ul. Protmann), zwracając zajmowany przez 30 lat budynek siostrom katarzynkom na placówkę opiekuńczo-wychowawczą. Budynek przy ul. Gdańskiej 10 został zgłoszony w 1993 do nagrody Ministra Gospodarki Przestrzennej i Budownictwa kategorii architektury i znalazł się wśród laureatów. Nagroda przyznana została za „ wkomponowanie w zabudowę staromiejską”.
W 2000 z inicjatywy burmistrza Tadeusza Kopacza przy ul. Gdańskiej rozpoczęto na bazie dawnego kina „Dar” budowę nowego centrum kultury. Od 2006 placówka funkcjonuje pod nazwą Braniewskie Centrum Kultury, w 2016 roku otrzymała imię jego twórcy – Tadeusza Kopacza.
7 października 2022 w miejscu średniowiecznego ratusza rozpoczęto prace archeologiczne na poziomie zasypanych piwnic, jako pierwszy krok w kierunku odbudowy ratusza miejskiego.

## Opis i przebieg ulicy
Ulica Gdańska należy do najstarszych w Braniewie i jest częścią układu urbanistycznego Starego Miasta, który ukształtował się w XIV wieku (rejestr zabytków nr rej.: B/237 z 14.12.1957). Współcześnie jest nieco dłuższa – rozpoczyna się – tak jak w średniowieczu – na wysokości fosy i murów miejskich i biegnie w dół miasta do rzeki Pasłęki, i dalej do skrzyżowania ulic: Kościuszki, Królewieckiej i placu Piłsudskiego.
9 listopada 1994, po przebudowie skrzyżowania ulic Gdańskiej, Kościuszki, Królewieckiej i pl. Piłsudskiego została na tym węźle drogowym uruchomiona pierwsza (i do 2024 jedyna) sygnalizacja świetlna w Braniewie, usprawniając ruch w mieście, zwłaszcza w godzinach szczytu. Koszt tej inwestycji wyniósł 5 mld ówczesnych polskich złotych.

## Architektura przy ul. Gdańskiej
- fosa wraz z murami obronnymi miasta, zabytek, nr rej.: B/49 (537/97) z 14.12.1957[10]
- Zespół Szkół Zawodowych, ul. Gdańska 19
- historyczna uczelnia jezuicka, ul. Gdańska 19, zabytek, 1743–1771, nr rej.: B/46 (543/97) z 14.12.1957[10]
- Wieża Klesza, ul. Gdańska 17-19, XIV, nr rej.: B/239 (542/97) z 14.12.1957[10]
- Muzeum Ziemi Braniewskiej, ul. Gdańska 19, zabytek, 1743–1771, nr rej.: B/46 (543/97) z 14.12.1957[10]
- Ratusz w Braniewie, pomiędzy skrzyżowaniem z ul. Kromera i Hozjusza, zabytek, B/38 (534/97) z 14.12.1957[10]
- Braniewskie Centrum Kultury, wcześniej Dwór Artusa, na rogu ulic Gdańskiej i Katedralnej
- most na rzece Pasłęka

## Galeria zdjęć

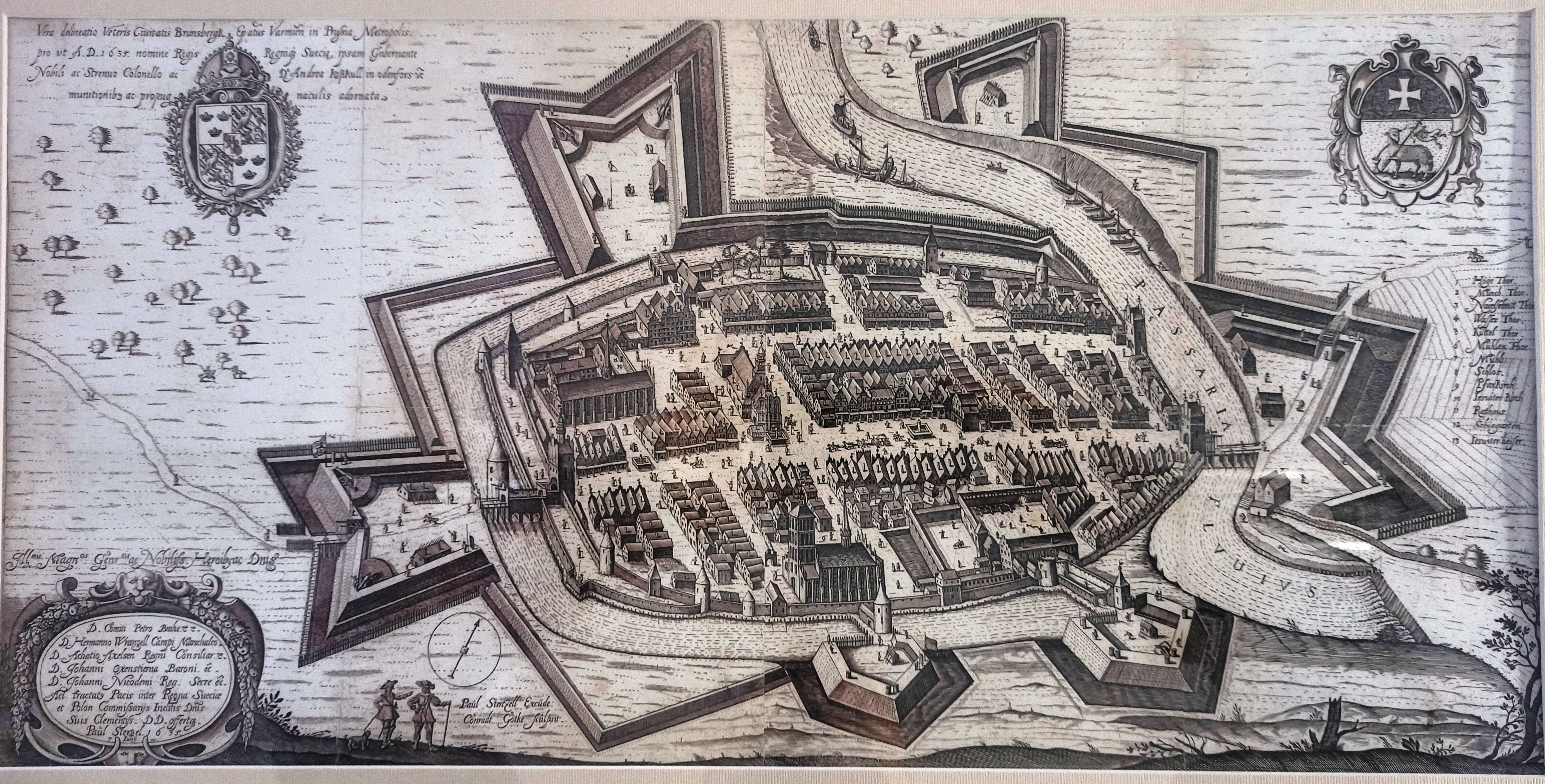
ul. Długa – główna oś miasta na miedziorycie Paula Stertzlla i Konrada Götke, 1635
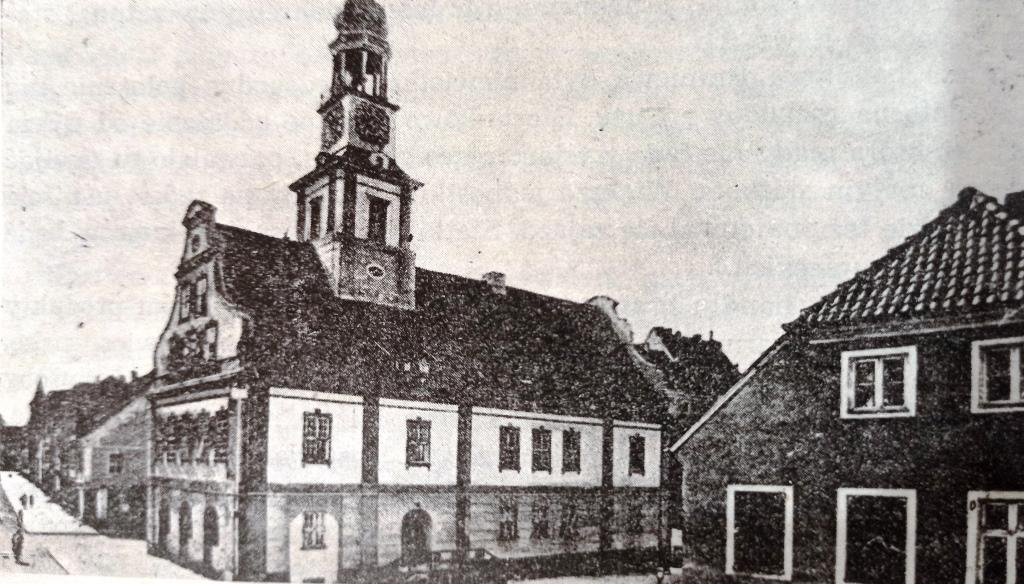
Ratusz
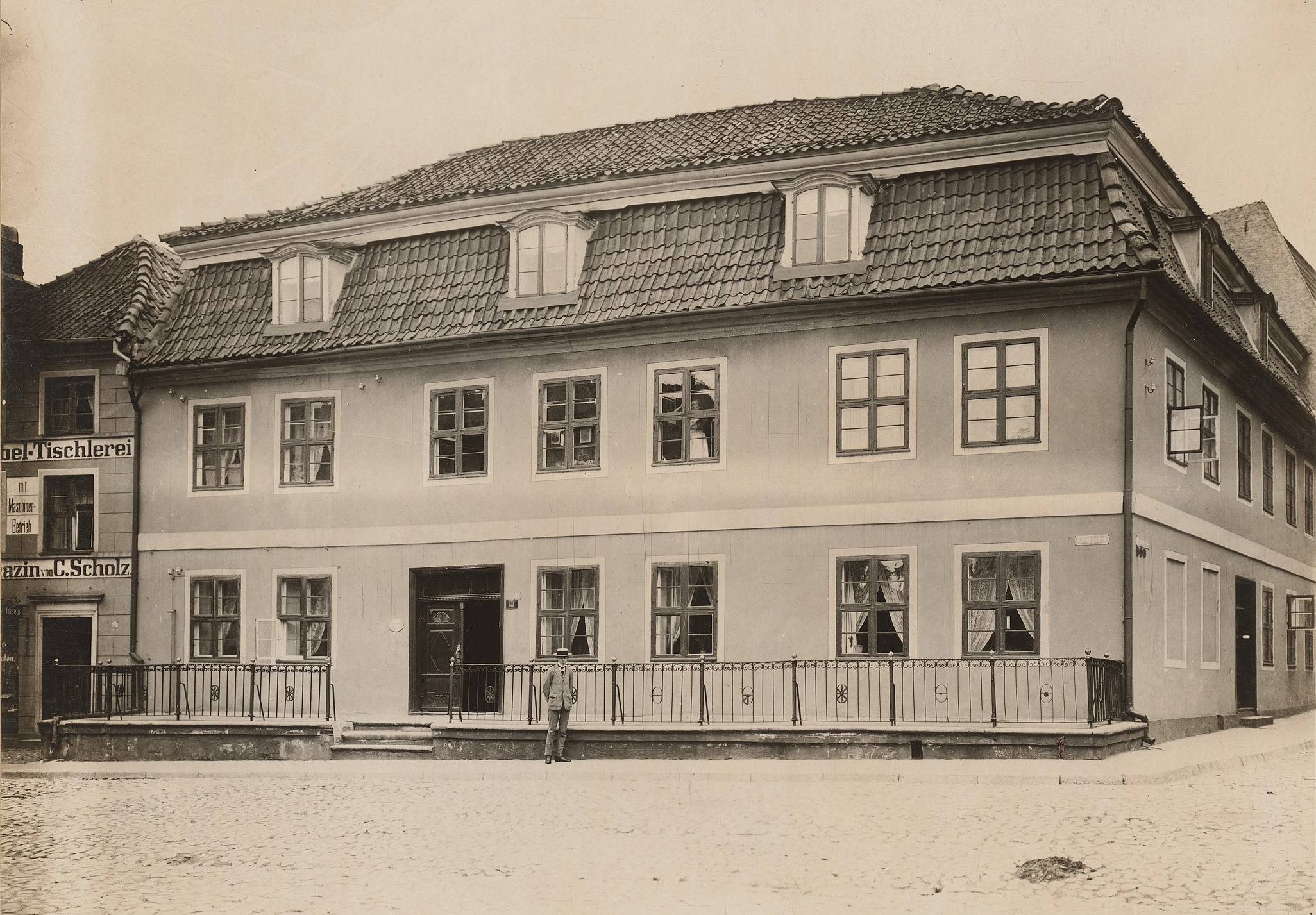
Przed wojną kino Artushof
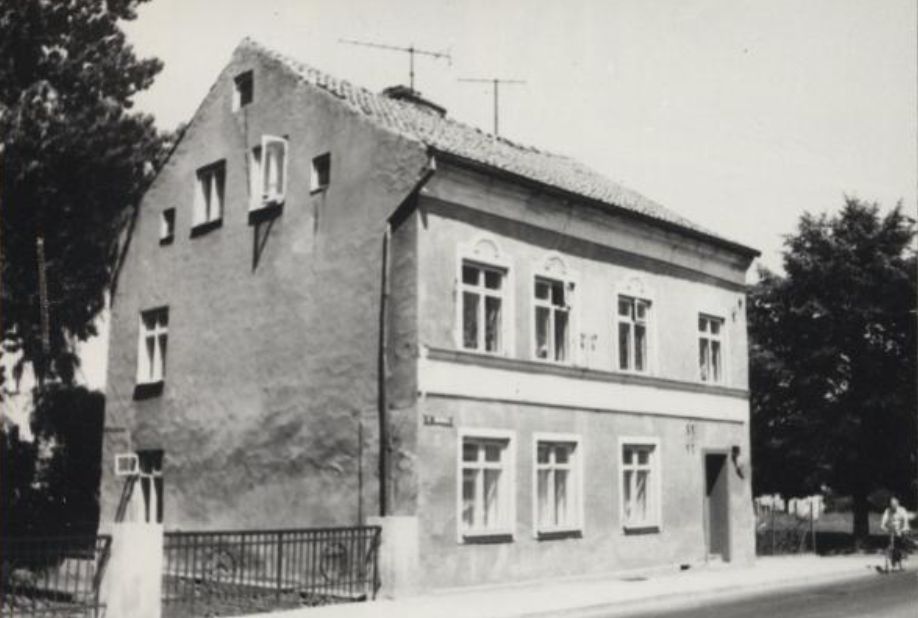
Rozebrany budynek Gdańska 1
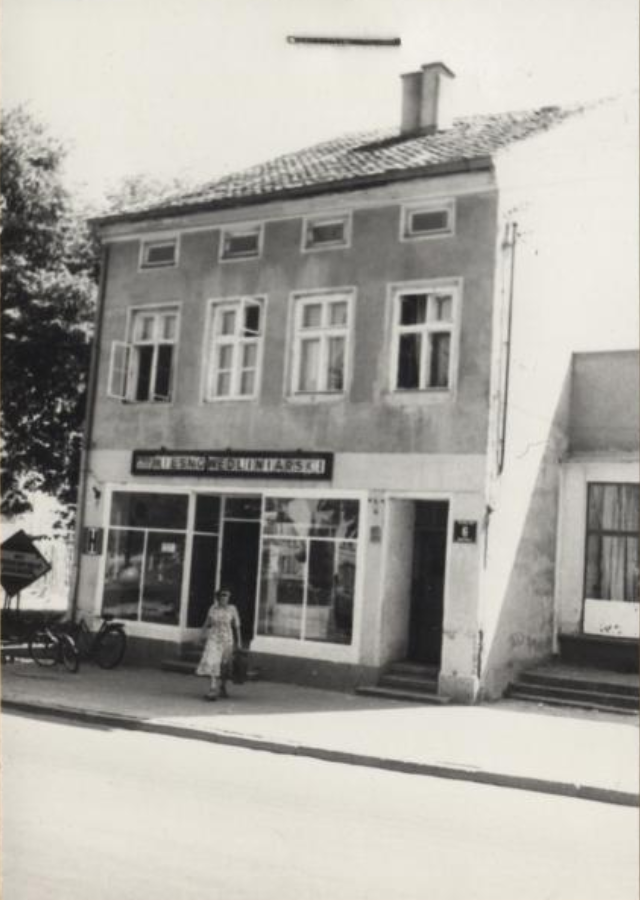
Sklep, Gdańska 6
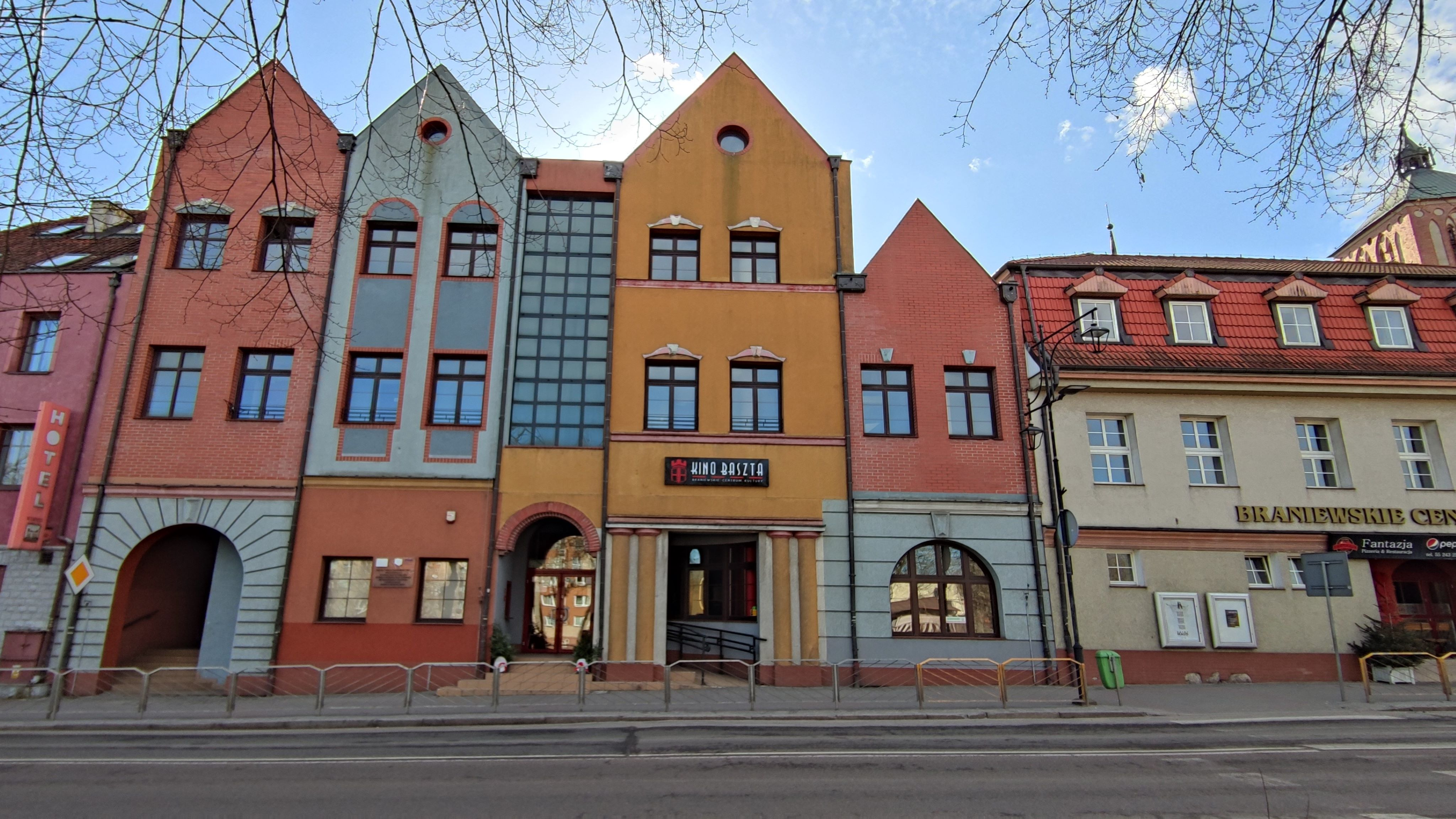
Obecnie kino Baszta
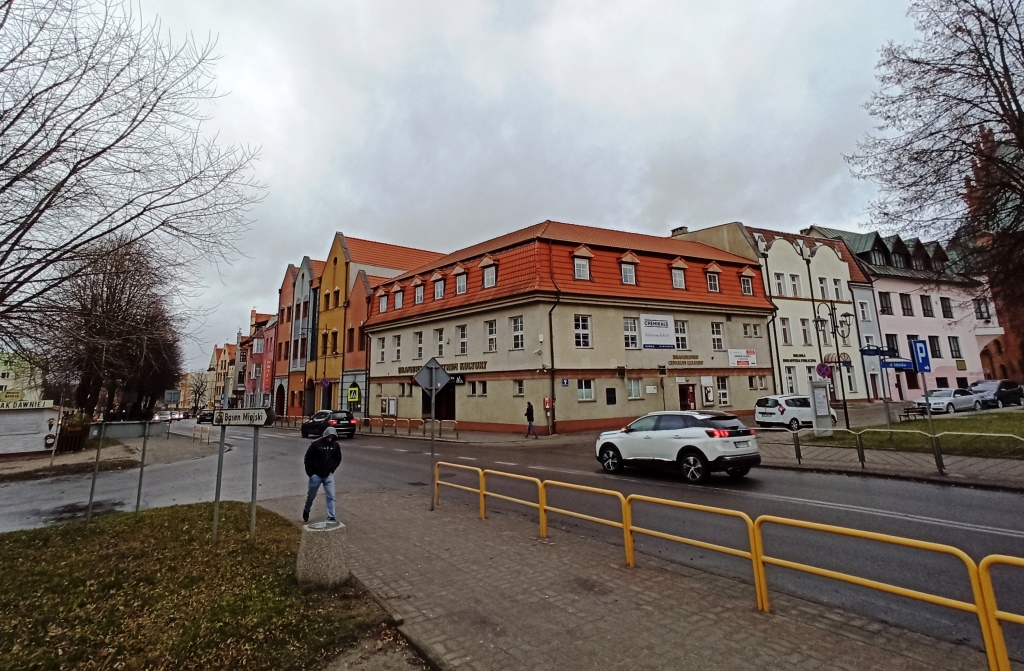
Nieliczne z odbudowanych kamienic
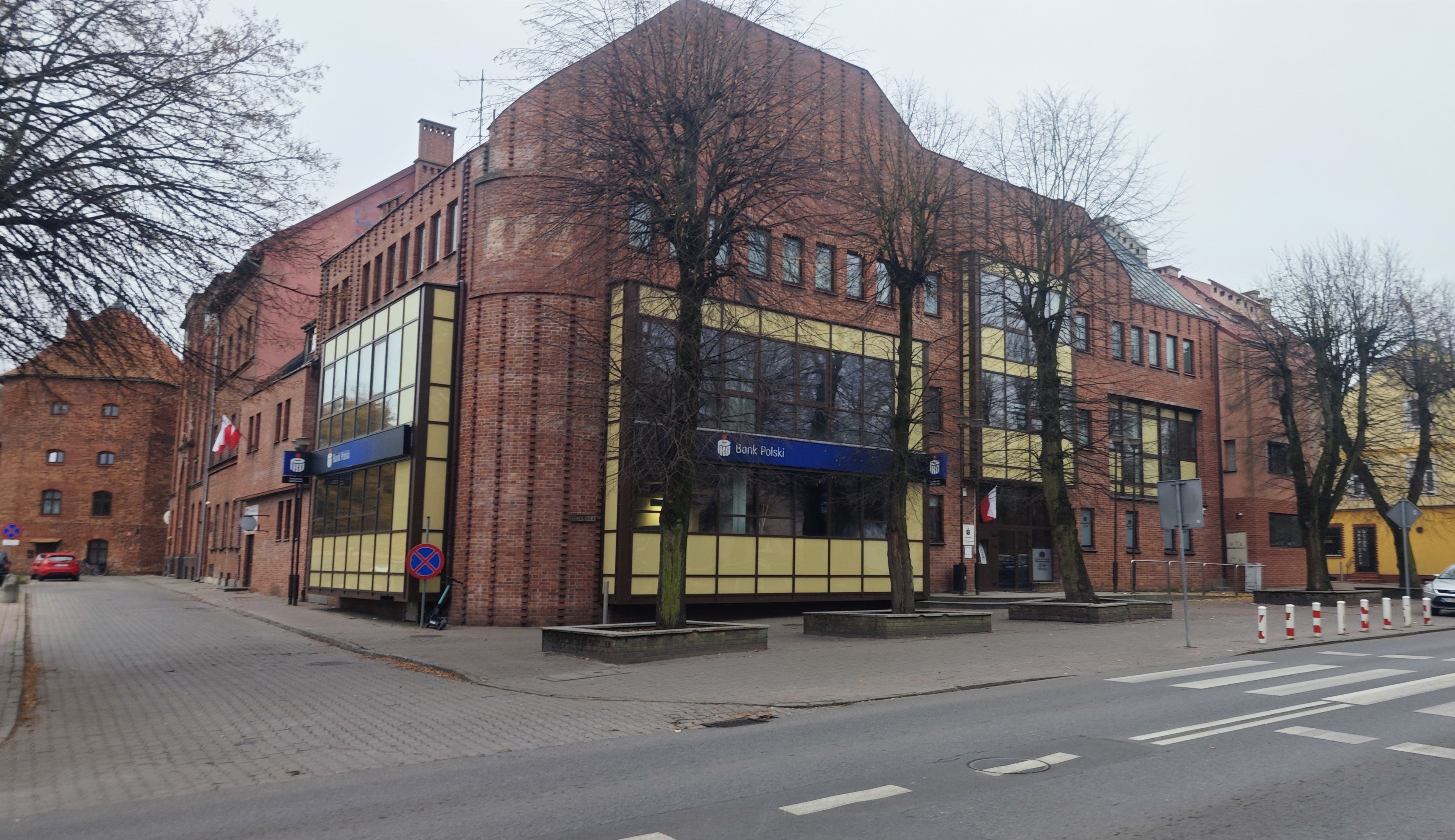
Wybudowany w 1992 Bank PKO